# Memphis appias
Espèce
Memphis appias est une espèce d'insectes lépidoptères (papillons) de la famille des Nymphalidae, de la sous-famille des Charaxinae et du genre Memphis.

## Dénomination
Memphis appias a été décrit par Jakob Hübner en 1825 sous le nom initial de Corycia appias.
Synonyme : Anaea appias.

## Description
Memphis appias est un papillon  aux ailes antérieures à bord costal bossu, apex en crochet, bord externe concave, bord interne concave et aux ailes postérieures munies d'une queue.
Il existe un dimorphisme sexuel de couleur. Le dessus du mâle est marron avec la partie basale des ailes antérieures bleu métallisé, quelques taches blanches et les ailes postérieures suffusées de bleu métallisé avec une ligne submarginale de petits points blancs. Le dessus de la femelle est marron doré avec les mêmes ornementations de taches blanches.
Le revers est beige et simule une feuille morte.

## Écologie et distribution
Memphis appias est présent en Colombie et au Brésil.

### Protection
Pas de statut de protection particulier.